# Вилхелм Август фон Брауншвайг-Харбург
Вилхелм Август фон Брауншвайг-Люнебург-Харбург (на немски: Wilhelm August von Braunschweig-Lüneburg-Harburg; * 14 август 1564, Харбург; † 30 март 1642, Харбург) от род Велфи (Среден Дом Брауншвайг-Люнебург), е от 1603 до 1642 г. владетел на господство Брауншвайг-Люнебург-Харбург (в Хамбург).

## Живот
Син е на херцог Ото II Млади фон Брауншвайг-Харбург (1528 – 1603) и втората му съпруга графиня Хедвиг от Източна Фризия (1535 – 1616), дъщеря на граф Ено II от Източна Фризия и графиня Анна фон Олденбург. По-малките му братя са Христоф (1570 – 1606) и Ото III (1572 – 1641).
През 1575 г. Вилхелм Август става ректор на университет Росток и по-късно продължава следването си в университет Лайпциг. През 1582 г. той започва своят кавалерски тур до Франция и Англия и след това отива с братята си да следва в университета в Хелмщет. През 1594 г. той пътува през цяла Германия, Полша, Швейцария, Италия, Холандия, Ливония и Дания. За пътуванията си той води дневник.
След смъртта на баща му той поема заедно с братята си Христоф и Ото III управлението на Харбург, след тяхната смърт той управлява сам. През 1618 г. Вилхелм Август започва строежа на дворец в Моисбург. След смъртта на херцог Фридрих Улрих фон Брауншвайг-Волфенбютел († 30 март 1642) той наследява Горното графство Хоя.
Вилхелм Август умира неженен и бездетен. Погребан е в княжеската гробница в градската църква „Св. Мария“ в Целе. Неговото наследство попада на херцозите Фридрих фон Целе и Август фон Волфенбютел.